# Traité de Hué (1883)
Pour les articles homonymes, voir Traité de Hué.

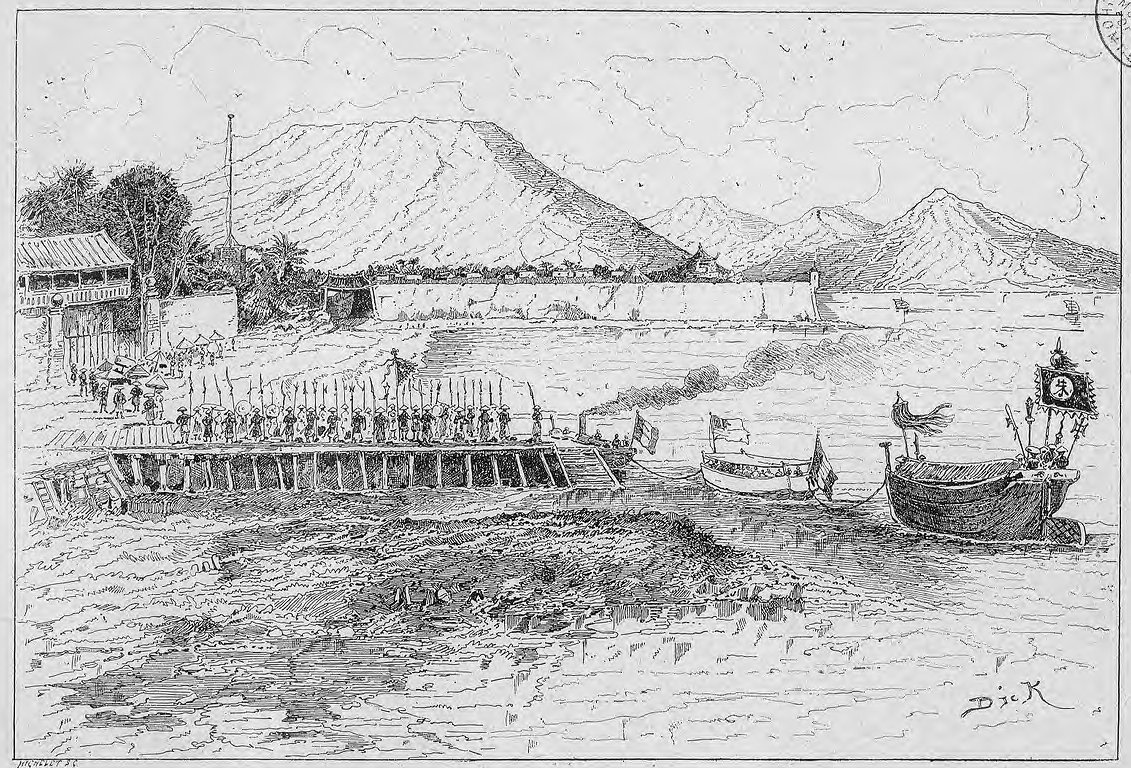
Arrivée de la délégation française à Hué.

Le traité de Hué de 1883, signé à Hué le 25 août 1883, est un des traités inégaux, signé entre les puissances coloniales occidentales et les pays colonisés d'extrême orient. Il fait du Tonkin et de l'Annam des protectorats français. Marquant l'une des étapes de la colonisation française du Vietnam, il est surnommé traité Harmand, du nom du diplomate signataire, Jules Harmand. Il sera complété le 6 juin 1884 par le « traité Patenôtre ».

## Texte du traité

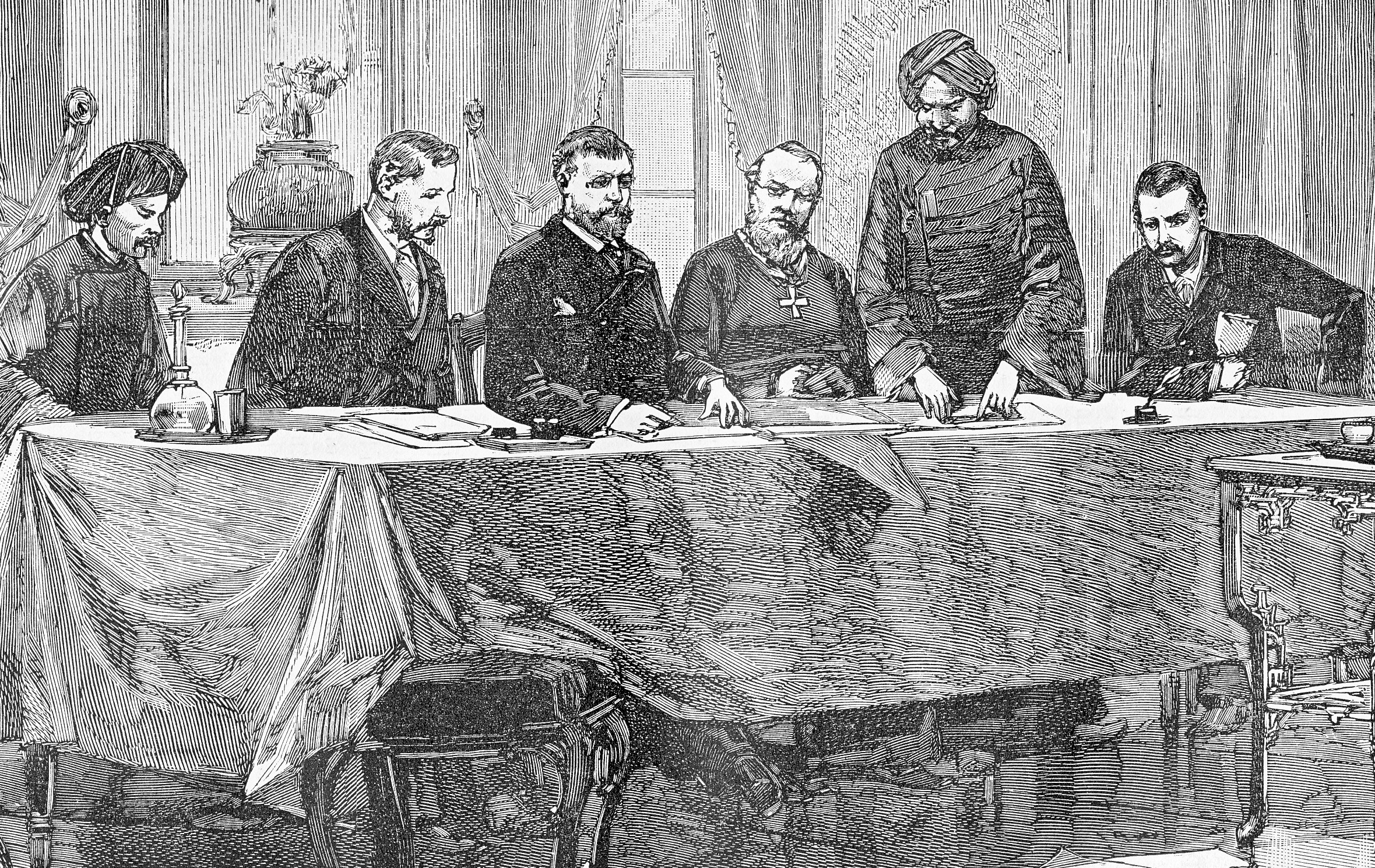
Estampe représentant la signature du traité

Le texte original du traité est le suivant :

« Art. 1. L’Annam reconnaît et accepte le protectorat de la France, avec les conséquences de ce mode de rapports au point de vue du droit diplomatique européen, c’est-à-dire que la France présidera aux relations de toutes les Puissances étrangères, y compris la Chine, avec le Gouvernement annamite, qui ne pourra communiquer diplomatiquement avec lesdites Puissances que par l’intermédiaire de la France seulement. »

« Art. 2. La province de Binh-Thuan est annexée aux possessions françaises de la Basse-Cochinchine. »

« Art. 3. Une force militaire française occupera d’une façon permanente la chaîne de montagnes Deo-Ngang, qui aboutit au cap Ving-Kuia, ainsi que les forts de Thuan-An, et ceux de l'entrée de la rivière de Hué, qui seront reconstruits au gré des autorités françaises. Les forts s’appellent en langue annamite : Ha-Duon, Tran-Haï, Thay-Duong, Trang-Lang, Hap-Chau, Lo-Thau et Luy-Moï. »

« Art. 4. Le Gouvernement annamite rappellera immédiatement les troupes envoyées au Tonkin, dont les garnisons seront remises sur le pied de paix. »

« Art. 5. Le Gouvernement annamite donnera l’ordre aux mandarins du Tonkin d’aller reprendre leurs postes, nommera de nouveaux fonctionnaires aux postes vacants, et confirmera éventuellement, après entente commune, les nominations faites par les autorités françaises. »

« Art. 6. Les fonctionnaires provinciaux depuis la frontière nord du Binh-Thuan jusqu’à celle du Tonkin — et par cette dernière nous entendons la chaîne Deo-Ngang qui servira de limite — administreront, comme par le passé, sans aucun contrôle de la France, sauf en ce qui concerne les douanes ou bien les travaux publics, et, en général, tout ce qui exige une direction unique et la compétence de techniciens européens. »

« Art. 7. Dans les limites ci-dessus, le Gouvernement annamite déclarera ouverts au commerce de toutes les nations — outre le port de Quin-Nhon — ceux de Tourane et de Xuanday. On discutera ultérieurement s’il n’est pas avantageux aux deux États d’en ouvrir d’autres, et l’on fixera également les limites des concessions françaises dans les ports ouverts. La France y entretiendra des agents, sous les ordres du Résident de France à Hué. »

« Art. 8. La France pourra élever un phare soit au cap Varela, soit au cap Padaran ou à Poulo-Cécir de mer, suivant les conclusions d’un rapport qui sera fait par des officiers et ingénieurs français. »

« Art. 9. Le Gouvernement de S. M. le Roi d’Annam s’engage à réparer, à frais communs et après entente, entre les deux Hautes Parties contractantes, la grande route d’Hanoi à Saigon, et à l’entretenir en bon état, de façon à y permettre le passage des voitures. La France fournira des ingénieurs pour faire exécuter les travaux d’art, tels que ponts et tunnels. »

« Art. 10. Une ligne télégraphique sera établie sur ce trajet et exploitée par des employés français. Une partie des taxes sera attribuée au Gouvernement annamite, qui concédera, en outre, le terrain nécessaire aux stations. »

« Art. 11. Il y aura à Hué un Résident, fonctionnaire d'un rang très élevé. Il ne s'immiscera pas dans les affaires intérieures de la province de Hué, mais il sera le représentant du protectorat français, sous le contrôle du Commissaire général du Gouvernement de la République française, lequel présidera aux relations extérieures du royaume d’Annam, mais pourra déléguer son autorité et tout ou partie de ses pouvoirs au résident de Hué. Le Résident de France à Hué aura droit d'audience privée et personnelle auprès de S. M. le Roi d'Annam, qui ne pourra refuser de le recevoir, sans motif valable. »

« Art. 12. Au Tonkin, il y aura un Résident à Hanoï, un à Haïphong, un dans les villes maritimes qui pourraient ultérieurement se fonder, un au chef-lieu de chaque grande province. Aussitôt que le besoin s'en fera sentir, les chefs-lieux des provinces secondaires recevront aussi des fonctionnaires français qui seront placés sous l'autorité des Résidents de la grande province de laquelle ils relèvent, suivant le système des divisions administratives du pays. »

« Art. 13. Les Résidents et les Résidents-adjoints seront assistés des aides et collaborateurs qui leur seront nécessaires, et protégés par une garnison française ou indigène, suffisante pour assurer leur pleine sécurité. »

« Art. 14. Les Résidents éviteront de s'occuper des détails de l'administration intérieure des provinces. Les mandarins indigènes de toute catégorie continueront à gouverner et à administrer sous leur contrôle; mais ils pourront être changés sur la demande des autorités françaises, s'ils manifestaient de mauvaises dispositions à leur égard. »

« Art. 15. C'est par l'intermédiaire des Résidents seuls que les fonctionnaires et employés français de toute catégorie, appartenant aux services généraux, tels que postes et télégraphes, trésor, douanes, travaux publics, écoles françaises, etc., etc., pourront avoir des rapports officiels avec les autorités annamites. »

« Art. 16. Les Résidents rendront la justice dans toutes les affaires civiles, correctionnelles ou commerciales entre les Européens de toutes nationalités, et les indigènes, entre ceux-ci et ceux des Asiatiques étrangers qui voudront jouir des avantages de la protection française. Les appels des jugements des Résidents seront portés à Saïgon. »

« Art. 17. Les Résidents contrôleront la police dans les agglomérations urbaines, et leur droit de contrôle sur les fonctionnaires indigènes s'étendra suivant les développements desdites agglomérations. »

« Art. 18. Les Résidents centraliseront, avec le concours des Quan-Bo, le service des impôts, dont ils surveilleront la perception et l'emploi. »

« Art. 19. Les douanes, réorganisées, seront entièrement confiées à des administrateurs français. Il n'y aura que des douanes maritimes et des frontières, placées partout où le besoin s'en fera sentir. Aucune réclamation ne sera admise relativement aux douanes pour les mesures prises par les autorités militaires au Tonkin. »

« Art. 20. Les citoyens ou sujets français jouiront, dans toute l'étendue du Tonkin, et dans les ports ouverts de l’Annam, d'une entière liberté pour leurs personnes et leurs propriétés. Au Tonkin, et dans les limites des ports ouverts de l'Annam, ils pourront circuler, s'établir et posséder librement. Il en sera de même de tous les étrangers qui réclameront le bénéfice de la protection française d'une façon permanente ou temporaire. »

« Art. 21. Les personnes qui, pour des motifs d'ordre scientifique ou autres, voudront voyager dans l'intérieur de l'Annam, ne pourront en obtenir l'autorisation que par l'intermédiaire du Résident de France à Hué, du Gouverneur de la Cochinchine ou du Commissaire général de la République au Tonkin. Ces autorités leur délivreront des passeports qui seront présentés au visa du Gouvernement annamite. »

« Art. 22. La France entretiendra, tant que cette précaution lui paraîtra nécessaire, des postes militaires le long du Fleuve-Rouge, de façon à en garantir la libre circulation. Elle pourra également élever des fortifications permanentes où elle le jugera utile. »

« Art. 23. La France s'engage à garantir désormais l'intégrité complète des Etats de S. M. le Roi d'Annam, à défendre ce Souverain contre toutes les agressions du dehors et contre toutes les rébellions du dedans, et à soutenir ses justes revendications contre les étrangers. La France se charge à elle seule de chasser du Tonkin les bandes connues sous le nom de Pavillons-Noirs et d'assurer par ses moyens la sécurité et la liberté du commerce du Fleuve-Rouge. Sa Majesté le Roi d'Annam continue, comme par le passé, à diriger l'administration intérieure de ses Etats, sauf les restrictions qui résultent de la présente convention. »

« Art. 24. La France s'engage également à fournir à S. M. le Roi d'Annam tous les instructeurs, ingénieurs, savants, officiers, etc., dont elle aura besoin. »

« Art. 25. La France considérera en tous lieux, au-dedans comme au-dehors, tous les Annamites comme ses vrais protégés. »

« Art. 26. Les dettes actuelles de l'Annam vis-à-vis de la France seront considérées comme acquittées par le fait de la cession de Binh-Thuan. »

« Art. 27. Des conférences ultérieures fixeront la quotité à attribuer au Gouvernement annamite sur le produit des douanes, des taxes télégraphiques, etc., etc., du royaume, des impôts et douanes du Tonkin et des monopoles ou entreprises industrielles qui seront concédées au Tonkin. Les sommes prélevées sur ces recettes ne pourront pas être inférieures à 2 millions de francs. La piastre mexicaine et les monnaies d'argent de la Cochinchine française auront cours forcé dans toute l'étendue du royaume, concurremment avec les monnaies nationales annamites. »

« La présente Convention sera soumise à l'approbation du Président de la République française et de S. M. le Roi d'Annam, et les ratifications en seront échangées aussitôt que possible. »

« La France et l'Annam nommeront alors des Plénipotentiaires qui se réuniront à Hué pour examiner et régler tous les points de détails. »

« Les Plénipotentiaires nommés par le Président de la République française et S. M. le Roi d'Annam étudieront, dans une conférence, le régime commercial le plus avantageux aux deux Etats, ainsi que le règlement du système douanier sur les bases indiquées à l'article 19 ci-dessus. Ils étudieront aussi toutes les questions relatives aux monopoles du Tonkin, aux concessions de mines, de forêts, de salines et d'industries généralement quelconques. »

« Fait à Hué, en la légation de France, le 25e jour du mois d'août 1883 (23e jour du 7e mois annamite). »